# جو أرويو
جو أرويو (بالإسبانية: Joe Arroyo)‏ هو مغني كولومبي، ولد في 1 نوفمبر 1955 في كارتاهينا في كولومبيا، وتوفي في 26 يوليو 2011 في بارانكيا في كولومبيا بسبب متلازمة الاختلال العضوي المتعدد.

## وصلات خارجية
- جو أرويو على موقع ميوزك برينز (الإنجليزية)
- جو أرويو على موقع أول ميوزيك (الإنجليزية)
- جو أرويو على موقع أول ميوزيك (الإنجليزية)
- جو أرويو على موقع أول ميوزيك (الإنجليزية)
- جو أرويو على موقع ديسكوغز (الإنجليزية)
- جو أرويو على موقع ديسكوغز (الإنجليزية)